# J. Jonah Jameson
John «J.» Jonah Jameson Jr. es un personaje ficticio que aparece en los cómics estadounidenses publicados por Marvel Comics, comúnmente en asociación con el superhéroe Spider-Man. El personaje fue creado por el escritor Stan Lee y el artista Steve Ditko, y apareció por primera vez en The Amazing Spider-Man n.º 1 (marzo de 1963).
Jameson suele representarse como el editor o editor en jefe del Daily Bugle, un periódico ficticio de Nueva York. Reconocible por su bigote cepillo de dientes, corte de pelo plano, y siempre presenta un cigarro, lleva a cabo una campaña de desprestigio contra Spider-Man (y en menor medida, otros superhéroes como Daredevil y Los Vengadores), refiriéndose frecuentemente a él como una "amenaza" y un criminal, pero ocasionalmente y de mala gana aliándose con él. Esto generalmente se debe a su creencia profunda en las fuerzas del orden y las agencias gubernamentales. Por lo tanto, Jameson desprecia a los superhéroes por trabajar fuera del sistema. En los primeros cómics, así como en la mayoría de las interpretaciones de los medios, emplea al fotoperiodista Peter Parker para tomar fotografías de Spider-Man con la esperanza de atraparlo en medio de una mala acción, sin saber que Peter es el superhéroe mismo. A lo largo de los cómics, Jameson ha realizado otros trabajos, entre los que destaca el de Alcalde de la ciudad de Nueva York durante varios años antes de dimitir.
Las representaciones de Jameson han variado a lo largo de los años. A veces se muestra como un tonto terco y pomposo tacaño que grita a sus empleados y se resiente de Spider-Man por celos. Otros escritores lo han retratado más humanamente, como un jefe despreciativo pero a la vez cariñoso que, sin embargo, ha demostrado una gran valentía e integridad frente a los diversos villanos con los que entra en contacto el Clarín, y cuya campaña contra Spider-Man proviene más del miedo a jóvenes siguiendo su ejemplo. En cualquier caso, él ha seguido siendo una parte importante de los mitos de Spider-Man.
Él y Peter Parker están relacionados por matrimonio como resultado de la boda de su padre con May Parker. El hijo de Jameson, John Jameson, es el personaje secundario del Universo Marvel que, además de su trabajo como astronauta famoso, se ha convertido en Hombre-Lobo y Star-God y también se casó con She-Hulk, convirtiendo a Jonah en su suegro en ese momento.
El aclamado actor J. K. Simmons interpretó el personaje tanto en la trilogía Spider-Man (2002 - 2007) y volverá en las películas del Universo Cinematográfico de Marvel para Spider-Man: Far From Home (cameo final; 2019) y Spider-Man: No Way Home (2021), también aparece en la serie web TheDailyBugle.net (2019-presente) y un cameo sin acreditar en la televisión en la película del Universo Spider-Man de Sony para Venom: Let There Be Carnage (2021). Simmons también le da voz en varios trabajos adicionales, tales como The Avengers: Earth's Mightiest Heroes, Avengers Assemble, Ultimate Spider-Man, Lego Marvel Super Heroes: Maximum Overload y Hulk and the Agents of S.M.A.S.H.. Simmons prestó su voz en la película animada Spider-Man: Across the Spider-Verse (2023) End.

## Historia del personaje

### Antecedentes
De acuerdo con la serie Behind the Mustache (detrás del bigote), es una historia presentada en el número 20 de la serie Spider-Man Tangled Web (enero de 2003), J. Jameson fue criado de niño por David y Betty Jameson. David fue oficial en el Ejército de los Estados Unidos, veterano de guerra condecorado como un héroe. En casa, no obstante, solía abusar de su esposa e hijo. Como resultado, Jameson creció con la convicción de que «nadie es un héroe cada día de la semana» y que «incluso los verdaderos héroes no pueden seguir siéndolo todo el tiempo». Ediciones siguientes de The Amazing Spider-Man aclararon que David Jameson era en realidad el padre adoptivo de Jonah y hermano de J. Jonah Jameson Sr., padre biológico de J. Jameson, quien dejó a su hijo por motivos no aclarados. Se desconoce si Jameson Jr. lo recuerda.
Él era un boy-scout durante su infancia. En la escuela secundaria, sus intereses eran principalmente el boxeo y la fotografía. Conoció a su primera esposa, Joan, cuando ambos se unieron al club de fotografía de su escuela secundaria. Cuando los tres mejores atletas de la escuela comenzaron a intimidarlo, él luchó y los derrotó a los tres. Esto impresionó a Joan, y comenzaron a salir. Se casaron tan pronto como terminaron la escuela.
Después de la escuela, Jameson buscó empleo como periodista. En Marvel n.º 1, un joven periodista se jacta ante sus colegas de que un día correrá el Daily Bugle; según el escritor Kurt Busiek, él y el artista Alex Ross pensaron que este sería J. Jonah Jameson, pero el editor de la línea Spider-Man objetó que Jameson era demasiado joven para haber estado vivo durante la década de 1940, cuando se estableció la historia. Como era demasiado tarde para volver a dibujar la escena, el editor se conformó con que se eliminara el nombre de Jameson del tema. Cuando Estados Unidos se unió a la Segunda Guerra Mundial en 1941, Jameson se desempeñó como corresponsal de guerra en Europa. Sergeant Fury and His Howling Commandos n.º 110 lo presentó cubriendo una misión del sargento Nicholas Fury, que encabezaba un equipo de comandos durante la guerra.
Después de la guerra, él y Joan tuvieron un hijo, John Jonah III, que creció hasta convertirse en astronauta. Cuando Jameson regresó de una misión periodística en Corea, se entristeció al descubrir que su esposa había muerto en un incidente de atraco durante su ausencia. Centrándose en su vida profesional para amortiguar el dolor, finalmente fue ascendido a jefe de redacción del Daily Bugle, y finalmente llegó a ser el dueño del periódico, cumpliendo así con sus alardes anteriores.
Jameson ganó una merecida reputación por su integridad periodística, pero su codicioso oportunismo y su inquebrantable obstinación beligerante lo convirtieron en más que unos pocos enemigos.
Debido al avance en el tiempo real, las experiencias de Jameson en tiempos de guerra ya han sido ignoradas o recuperadas.

### Spider-Man

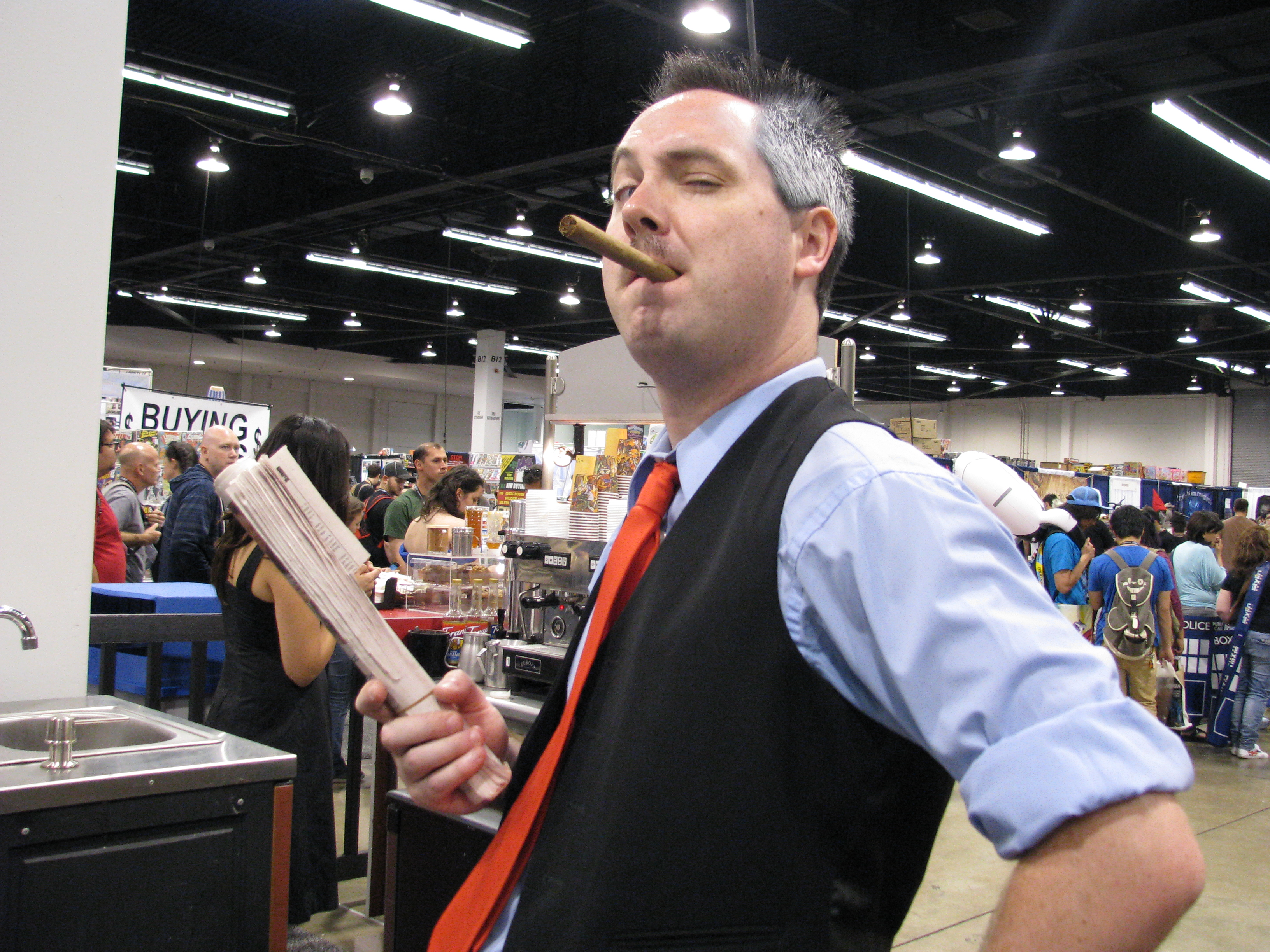
Cosplayer que interpreta al personaje.

Cuando Spider-Man se convierte en una sensación de los medios, Jameson se esfuerza por ensombrecer la reputación de Spider-Man; lanzar al héroe enmascarado como un vigilante desquiciado no solo aumenta la circulación del Bugle, sino que también castiga a Spider-Man por eclipsar al hijo astronauta de Jameson. Cuando Spider-Man intenta contrarrestar la mala prensa rescatando a su hijo del peligro, Jameson acusa al héroe de organizar la situación para su propio beneficio. (Un retcon hizo que Jameson apuntara primero a Spider-Man después de que John fuera abandonado de un programa de entrevistas para dejar espacio al héroe).
Este episodio establece un patrón con la relación de Jameson y Spider-Man: Jameson públicamente acusa a Spider-Man de numerosos crímenes y fechorías, solo para sentirse continuamente obligado a imprimir casi tantas retracciones después de que se demuestre lo contrario. La historia principal del siguiente número, Amazing Spider-Man n.º 2 (mayo de 1963), establece otra parte del patrón: Peter Parker vendiendo imágenes de sí mismo como Spider-Man al Bugle con pocas preguntas, y Jonah usando las imágenes para apoyar sus editoriales contra Spider-Man, sin saber que le está dando un empleo remunerado en el proceso. Después de que sus acusaciones de que Spider-Man es el famoso líder criminal The Big Man están desacreditadas, Jameson admite que está celoso de la valentía y el altruismo de Spider-Man. Jameson cree que no puede verse a sí mismo como un buen hombre mientras exista un héroe como Spider-Man. A pesar de esto, él idolatra abiertamente al Capitán América, y Mary Jane Watson-Parker ha sugerido que Jameson odia a Spider-Man principalmente porque actúa fuera de la ley. Un psiquiatra sugiere que es la máscara lo que le molesta, y que cuando Jameson ve personas que «dicen ser héroes, pero se cubren la cara», está inconscientemente convencido de que están ocultando un secreto horrible, igual que su padre adoptivo. Mientras entrevistaba a Spider-Man, Jameson dice que solía pensar que estaba celoso o preocupado por los niños que se ponen en peligro siguiendo el ejemplo del héroe, pero dice que la máscara es por lo que no le gusta Spider-Man.
Aunque el rencor de Jonah contra Spider-Man a veces disminuye después de que salva la vida de uno de sus seres queridos, su determinación de encontrar algún defecto en el héroe siempre regresa pronto. Por su parte, la reacción de Spider-Man va desde la frustración y la ira hacia el editor ingrato, lo que lleva a bromas ocasionales para antagonizarlo, a una aceptación divertida de su obstinación autodestructiva.
Jameson mensajea unas recompensas por la captura de Spider-Man o identidad secreta, lo persigue con los robots Spider-Slayers de Spencer Smythe, e incluso comisiones de superpoderosos agentes para derrotar el hombre enmascarado. Contrata a un detective privado llamado MacDonald Gargan, lo somete a un régimen de mejora genética y lo transforma en el Escorpión, solo para que Gargan se vuelva loco y se vuelva contra su benefactor. Aunque Spider-Man protege a Jameson del Escorpión, Jameson mantiene su papel en la creación del secreto de Escorpión durante años. Él crea otro superser, que se convirtió en un supervillano, la Mosca Humana, que tenía su propia venganza contra él. Contrata a Silver Sable y su Wild Pack para perseguir a Spider-Man, y también contrata a Luke Cage para capturar a Spider-Man cuando es buscado por la muerte de Gwen Stacy y Norman Osborn.
Aunque más conocido por sus cruzadas contra superhéroes vigilantes como Spider-Man, Jameson nunca duda en usar el poder de su papel contra los supervillanos, los jefes del crimen (incluido Kingpin) y los políticos corruptos. Publica una gran exposición sobre los lazos criminales del candidato presidencial Randolf Cherryh, reconociendo de antemano que una demanda por represalias de Cherryh podría llevar a la bancarrota al Daily Bugle. Más tarde, Jameson toma una postura agresiva contra el candidato presidencial Graydon Creed, lo ataca por sus intenciones antimutantes e investiga la oscura Operación: Tolerancia cero, aunque nunca logra descubrir la verdad.

### Lazos familiares
En Amazing Spider-Man n.º 162 (noviembre de 1976), Jameson se presenta a la Dra. Marla Madison, una distinguida científica e hija de un amigo fallecido suyo. Pide su ayuda para crear un nuevo Spider-Slayer, uno de una serie de robots creados para derrotar a Spider-Man, aunque Spider-Man ha logrado sobrevivir a sus ataques y destruir a cada uno de ellos. Madison está interesado en el desafío y se une a Jameson en sus esfuerzos. Los dos se acercan, finalmente se casan, pero no sin otro ataque del Escorpión, que secuestra a Marla y es derrotado por Spider-Man. Jameson sigue siendo un devoto, aunque un poco sobreprotector, esposo de su segunda pareja.
Marla Madison adopta a Mattie Franklin, su sobrina e hija de uno de los amigos de Jonah. Aunque Jonah inicialmente se opone a tener una adolescente pícara en su casa, especialmente uno que insiste en llamarla cariñosamente «Unca Jonah», pronto se entusiasma con Mattie, llegando a considerarla casi como una hija sustituta. Dos semanas después de que Mattie es secuestrada por la extracción ilegal de la hormona de crecimiento mutante, las investigadoras privadas Jessica Drew y Jessica Jones la rastrean e informan a Jonah y Marla que Mattie también es la vigilante Spider-Woman. Para salvar a Mattie, Jonah promociona fuertemente la agencia de Jones y luego la contrata como reportera para la nueva revista Bugle llamada Pulse.

### Control de renunciamiento
La culpa por crear el Escorpión alcanza a Jameson cuando el Hobgoblin lo chantajea al respecto. Cuando recibe las amenazas, en lugar de sucumbir ante el Hobgoblin, Jameson elige revelarlo al mundo en un editorial público. Da un paso hacia abajo como el editor en jefe de Bugle, delegar el cargo a su subordinado inmediato, Joseph «Robbie» Robertson, pero Jameson sigue siendo su editor.
El multimillonario Thomas Fireheart le compra a Jonah el control del Daily Bugle. Fireheart había sentido que le debía a Spider-Man una deuda de honor y, en un intento de devolverle el dinero al héroe, compró el Daily Bugle y comenzó una campaña pro-Spider-Man. Jameson inicia una revista rival que continúa produciendo artículos anti-Spider-Man.Spider-Man considera que la campaña de Fireheart es vergonzosa en el mejor de los casos, y después de que le exige repetidas veces que se detenga, Fireheart desafía al intruso a una batalla a muerte en Nuevo México. Luego vende el Bugle de vuelta a Jameson por la suma de un dólar, con la condición de que imprima un obituario «Para mí o Spider-Man». Jameson, aunque sorprendido por la solicitud, acepta el trato.
Lo chantajean para que venda el Clarín a Norman Osborn después de que se hicieron amenazas contra su familia; simultáneamente, es atacado y perseguido por el supervillano Jack O'Lantern. El tiempo pasado como subordinado de Osborn cobró un alto costo mental, casi llevándolo a un intento de asesinato, pero finalmente es capaz de reclamar el Bugle después de que Osborn es llevado a la clandestinidad por locura temporal.

### «Muerte»
Cuando un duplicado de Spider-Man, creado por Mysterio, salta frente al automóvil de Jameson mientras conduce un día a casa del trabajo, Jameson estrella su auto contra un árbol. Se cree que murió en el accidente automovilístico, muriendo por el impacto, y los medios culpan a Spider-Man por su trágica y prematura desaparición. Más tarde, se le muestra ascendiendo a «la luz», solo para que sea condenado por todas las injusticias que cometió en la vida. Luego se muestra descendiendo a la versión montada de Mysterio del Infierno, donde es atormentado por un demonio con tema de Spider-Man, aunque esto se revela como parte de la venganza de Mysterio contra Jameson. Finalmente, Spider-Man rescata a Jameson.

### Spider-Man desenmascarado
La influencia de Jameson en el periódico como editor se muestra en la Guerra Civil 2006-2007: Front Line cuando presiona a su personal para que apoye la Ley de Registro de Superhumanos del gobierno federal, y sigue dirigiendo el tono general del periódico, a pesar de perder sus manos más posición. Cuando Spider-Man se desenmascara y se revela como Peter Parker, Jameson se desmaya al darse cuenta de que el hombre al que llamaba amenaza había estado en su nómina durante años. Además de la revelación de Parker, Jameson se ve obligado a lidiar con la idea de que She-Hulk se había convertido en su nuera. Esto no fue ayudado por el hecho de que She-Hulk y Spider-Man lo habían demandado previamente por difamación.
Desde entonces se reveló que Jameson siempre había creído que entre él y Peter Parker había un vínculo de confianza y que siempre lo había considerado como otro hijo, el «último hombre honesto» en el mundo; siempre había comprado sus fotos, incluso las que consideraba inferiores, para ayudarlo de manera discreta. Después de la confesión pública de Peter, Jameson se siente tan traicionado y humillado que rompe su vínculo. Está decidido a hacer que Peter «pague», a pesar de que Parker (como ejecutor) y Jameson apoyan activamente la Ley de Registro Sobrehumanos. Planea demandar a Parker por fraude, exigiendo todo el dinero que pagó a Peter a lo largo de los años. Sin embargo, se entera de que el gobierno le ha otorgado amnistía a Parker por todos los actos que había hecho para proteger su identidad secreta, lo que incluía tomarse fotos suyas. Tanto esto como el matrimonio de su hijo con She-Hulk llevan a Jameson a un ataque de ira, y ataca a su nuera con el Spider-Slayer original. Ella lo destruye fácilmente, y para suavizar las cosas, comenta que se encargará de la demanda por fraude contra Spider-Man (mientras que en privado intenta arrastrarlo el mayor tiempo posible).
Más tarde, Spider-Man deja de lado al gobierno en la aplicación de la Ley de Registro y se une a los Vengadores Secretos del Capitán América, rebelándose abiertamente contra la nueva ley y combatiendo a quienes intentan hacerla cumplir. Cuestiones del Amigable Vecino, Spider-Man revela que Jameson publicó una recompensa por traer a Peter. También comete difamación contra Parker al obligar a la antigua novia de Peter, Debra Whitman, a escribir una falsa versión de él; Betty Brant ha proporcionado secretamente información sobre esto al Daily Globe, que luego publicó una exposición de primera página.
En el desarrollo más reciente, el editor en jefe de Jameson y amigo más cercano, Robbie Robertson, se enfrenta a Jameson y su tratamiento deficiente de Peter / Spider-Man a lo largo de los años. Incapaz o no dispuesto a admitir que ha ido demasiado lejos en su odio hacia Spider-Man, Jameson dispara a Robertson. Más tarde, Spider-Man se entera de esto por Betty Brant y decide que él y Jameson deberían tener una «conversación» largamente vencida. Algún tiempo después, Jameson visita la casa Robertson con una botella de vino, dos ojos negros y una mano rota. Él le dice a Robbie que descubrió su oficina en el Bugle cubierto con correas, con una nota adjunta diciéndole que se encuentre con Spider-Man en una antigua guarida de gánsteres. Spider-Man intentó persuadir a Jameson para que recontratara a Robbie, y Jameson le dio una opción: suspender el pleito contra él o volver a contratar a Robbie. Spider-Man eligió a la primera, revelando que lo hizo porque cree que Jameson solo despidió a Robbie para que lo supere. Spider-Man luego le dijo a Jameson que lo golpeara, tantas veces como quisiera, para finalmente resolver sus frustraciones. Jameson inicialmente se mostró reacio, hasta que Spider-Man comenzó a molestarlo, amenazando con informar a su esposa e hijo de su «cobardía». Jameson espetó, y comenzó a golpear a Spider-Man una y otra vez, lo que resultó en su mano rota. Cuando todo terminó, Spider-Man se dirigió a las vigas y devolvió a Jameson un rollo de película de copias gazillion, y se fue. Más tarde, en el Bugle, Jameson aplastó la película con su pie, sin saber muy bien por qué lo estaba haciendo. Cuando se dio vuelta para irse, Betty Brant accidentalmente lo golpeó en la cara con una puerta, lo que resultó en sus dos ojos negros. En el presente, Jameson le cuenta a Robbie su decisión de volver a contratarlo y de abandonar la demanda contra Peter.

### Ataques cardíacos y recuperación
Jameson tiene su primer ataque al corazón, uno leve, en The Amazing Spider-Man n.º 70, mientras es amenazado por Spider-Man cuando este último finalmente pierde los estribos después de muchos años de abuso y difamación.
Después de que se revisó el statu quo en la historia de Brand New Day, la identidad de Peter vuelve a ser un secreto. El Daily Bugle ha tenido momentos difíciles ya que Peter no vendió tantas fotos de Spider-Man como de costumbre y el reportero estrella Ben Urich se fue. Estas circunstancias llevaron a Jonah a enfrentar una compra del rico Dexter Bennett. Esto forzó a Jonah a detener los cheques de todos para construir el capital necesario para salvar el periódico, y todos en el Bugle trabajaron temporalmente gratis como una señal de solidaridad. Necesitando dinero para un departamento, Peter llegó al Bugle alegando que le debía dinero, a lo que Jonah le gritó, haciendo que Peter se quejara y gritara, afirmando que sus fotografías conservaban el Bugle con lo que vendió mientras Jonah obtenía las ganancias y le pagaba a Peter una miseria. Esto hizo que Jonah le gritara a Peter nuevamente, pero se detuvo en seco debido a un segundo ataque al corazón.
Peter pasó un período de tiempo desconocido dando Jonah el CPR para tratar de salvarlo hasta que llegaron los paramédicos; al llegar, llevaron a Jonah al hospital donde lo representaron descansando antes de la cirugía. Su esposa comenzó a hablar con un abogado sobre poder y vender las acciones finales del Bugle sin que Jonah dijera nada. Cuando Peter, como Spider-Man, hizo una visita, accidentalmente dejó escapar el Daily Bugle que le vendió a Dexter Bennett, lo que provocó que Jonah sufriera otro ataque al corazón, lo que obligó a Spider-Man a volver a darle CPR. Sorprendentemente, Jonah no culpó a Spider-Man por una vez, sino que siguió murmurando «Dexter Bennett».
La condición de Jonah mejoró más tarde, hasta el punto en que toma sesiones de fisioterapia y clases de taichí. Sin embargo, pierde los estribos si ve u oye acerca de Dexter Bennett y el DB. Al parecer, él también enfrenta problemas con su esposa, ya que todavía tiene que perdonarla por vender el Bugle.

### Alcalde de Nueva York
En una historia de 2009, Jameson es elegido alcalde de la ciudad de Nueva York, mientras que Spider-Man está en otra dimensión con los Cuatro Fantásticos, lo que resulta en un mes que pasa en la Tierra, mientras que están solo por unas horas. En su nueva oficina, Jonah recibe la visita de su padre, J. Jonah Jameson Sr., quien le exige a Jonah que cese su venganza con Spider-Man, citando los muchos actos heroicos de Spider-Man y el hecho de que los Vengadores e incluso el Capitán América lo habían aceptado. Spider-Man luego ingresa a la oficina del alcalde con la esperanza de establecer una tregua con él solo para que Jonah anuncie que ha reunido un «Escuadrón Anti-Spider» para capturar a Spider-Man. Spider-Man responde llevando su trabajo de superhéroe a toda marcha, cometiendo actos heroicos por toda la ciudad simplemente para enfurecer a Jameson. Jameson responde colocando a su escuadrón en turnos dobles, lo que hace que el presupuesto del consejo municipal se vea muy afectado.
En la historia de Dark Reign, con el ascenso de Norman al poder, el miembro de los Vengadores Oscuros, Spider-Man (realmente Mac Gargan) busca vengarse de Jameson. Cuando Jameson llegó a su casa, se sorprendió al encontrar a una stripper muerta en su cama. Cuando Gargan comienza una guerra de pandillas, Jameson va a Osborn para ayudar y se le da «Spider-Man». Más tarde descubre que Spider-Man ha causado la guerra de pandillas e intenta enfrentarse a Norman, aunque el nombre de Spider-Man se borra cuando parece salvar a la Gran Manzana de Bullseye, Daken y las pandillas involucradas. La popularidad de Jameson salta de haber trabajado con Spider-Man para resolver el problema, aunque no se da cuenta durante el transcurso de los eventos que está lidiando con un Spider-Man diferente.
También finalmente se entera de que su padre se va a casar con May Parker, algo que a él personalmente no le gusta, pero al final acepta a regañadientes, incluso ofreciendo pagar la ceremonia de su propio bolsillo y presidiéndola. El matrimonio también lo convierte técnicamente en el hermano/primo de Peter Parker, algo que claramente no le gusta.
Más tarde, Spider-Man intenta evitar que el Camaleón encienda una bomba que mataría a miles. Jameson tiene su escuadrón atacado con trajes de Mandroid. Spider-Man usa su conocimiento de los trajes de Mandroid para desarmar la bomba. El escuadrón, en lugar de seguir órdenes y arrestar a Spider-Man, lo deja ir. Al día siguiente, Jameson se sorprende al saber que todos los miembros del escuadrón renunciaron, y su ayudante le dice que Jonah está perdiendo el control debido a los actos heroicos de Spider-Man. Cuando Jameson grita acerca de cómo el público tiene que ver a Spider-Man como una amenaza, el asistente dice que este no era el Daily Bugle. Presenta su propia renuncia y le dice a Jameson que tiene que elegir entre Spider-Man o ayudar a la ciudad.
Jameson luego le da un rescate financiero a Dexter Bennett para mantener a flote el Bugle. Esto lleva a una reacción pública, que el villano, Electro, utiliza a su favor. Los electores electorales derrotan al Bugle, una corporación codiciosa que pide dinero, y atrae la energía de sus partidarios de la ciudad encendiendo todos sus aparatos eléctricos. En un enfrentamiento con Spider-Man dentro del edificio, Dexter Bennett es aplastado por los escombros, y el edificio Daily Bugle está completamente destruido. La destrucción de la antigua sede del Bugle resulta desgarradora para Jameson, quien está molesto con el trabajo de su vida y con todos sus recuerdos destruidos.
Durante el encuentro de Spider-Man con el último Buitre en Amazing Spider-Man n.º 623-624, un jefe de la mafia afirma falsamente que Jameson fue responsable de su creación para que ese Buitre atacara a Jameson. Como resultado, Spider-Man lucha contra el Buitre para proteger a Jameson. El guardia de seguridad, Gabriel Graham, de quien Jameson ni siquiera sabía el nombre, da su vida para proteger a Jameson del Buitre, algo que afecta enormemente a Jameson, y hace que Peter decida hacer una foto adulterada que muestra a Jameson tratando de luchar contra el Buitre. Mientras que la imagen de hecho vuelve a respaldar a Jameson por parte del público, y finalmente hace que varias personas admitan la verdad de la situación, Jameson expone la imagen como una falsificación y despide públicamente a Peter Parker, lo que lleva a Peter a ser incluido en la lista negra.
Durante la historia de «Era heroica», J. Jonah Jameson es testigo de la reforma de los Vengadores, y luego es blanco de un asesino llamado el Extremista.
Después de que Spider-Man salva a toda Nueva York de una bomba plantada por el Doctor Octopus, su hijo y Steve Rogers hablan con Jameson para celebrar una ceremonia para darle la llave de la ciudad, para su disgusto. Al mismo tiempo, cobra las acciones que poseía del DB!, entregándole el dinero a Robbie Robertson, para que pueda reconstruir el Front Line en el nuevo Daily Bugle.
Durante los eventos de la historia de «Big Time», Alistair Smythe intentó matar a J. Jonah Jameson. Marla Jameson saltó frente a él salvando su vida, pero murió en el proceso. Mientras sostenía a Marla, Jameson no culpó a Spider-Man, sino que se culpó a sí mismo. Durante los ataques del villano Deadpool, Jameson consuela a un niño llamado Liam que perdió a su madre cuando Deadpool atacó el banco que estaba visitando, los planes para que Alistair Smythe reciba la pena de muerte por lo que le sucedió a Marla. Después de que Spider-Man derrotara a Deadpool y evitara que el NYPD lo matara y se lo entregó a la policía, Jameson reprende a Spider-Man por salvar la vida de un asesino. Sin embargo, Spider-Man responde que «nadie muere».
Durante la historia de «Spider-Island», la popularidad de J. Jonah Jameson como alcalde se ha desplomado y su escuadrón Anti-Spider-Man se considera una gran pérdida de impuestos. Se muestra que ha sido infectado con poderes de araña y pronto muta en una criatura parecida a una araña donde casi mata a Allistair Smythe, en parte debido a que fue responsable de la muerte de la esposa de Jameson. El alcalde finalmente se cura del virus araña, junto con el resto de los ciudadanos de Nueva York.
Durante la historia de Hasta el fin del mundo, el alcalde Jameson cierra Horizon Labs (aunque sin una orden judicial) por la acusación de que lleva a cabo experimentos peligrosos y alberga criminales como Morbius, donde el abogado de Max Modell, Héctor Báez, tuvo que luchar contra las acusaciones de la compañía. Pone a la ciudad bajo la ley marcial con su Escuadrón Anti-Spider-Man patrullando las calles para evitar cualquier saqueo durante la historia de Hasta el fin del mundo. Sin embargo, cuando Horizon Labs regresa como héroes, Jameson se ve obligado a reabrir sus instalaciones de Nueva York para salvar la cara, aunque todavía exige la expulsión de Morbius.

### Trabajando con Superior Spider-Man
Después de que Superior Spider-Man (la mente del Doctor Octopus en el cuerpo de Spider-Man) detiene a los Seis Siniestros, el alcalde J. Jonah Jameson viene a agradecerle personalmente, mientras que la conciencia de Peter Parker se conmociona al ver la actitud drásticamente cambiada de Jameson hacia el héroe. En la parte superior de la estación de policía que construye Jameson, el jefe Pratchett y Carlie Cooper están cerca de la improvisada «Spider-Signal». Jameson se jacta de su sabia política de gobierno, mientras que Carlie duda de que Spider-Man superior aparezca alguna vez. Pero finalmente lo hace y cortocircuita la señal. Jameson pronuncia juramentos sobre el dinero gastado de los contribuyentes, y Superior Spider-Man explica que pueden obstaculizarlo usando la señal, humillando a Jameson entre las líneas. Cuando Deadpool taladra las puertas de la Gran Estación Central para explotar, esto incluso preocupa a Jameson. Mientras hablaba en una conferencia de prensa, Jameson es atacado repentinamente por los bromistas criminales Jester y Screwball que asaltan a sus víctimas y lo transmiten a través de Internet en un programa web llamado «Jested» (similar al popular programa de televisión Punk'd) Ambos bromistas humillan a Jameson y lo transmiten por todo el mundo, donde incluso el Superior Spider-Man se ríe. Luego el mismo Jameson lo convoca al Ayuntamiento, donde le pide que arreste a Jester y Screwball. Superior Spider-Man lo descarta al principio, pero después de que Jameson le recordara todas las veces que Superior Spider-Man le había gastado bromas (e incluso Otto recuerda las bromas de Peter en su contra), accedió a verlos poner en marcha su aplicación de patrulla. Superior Spider-Man golpea a Jester y Screwball donde su brutalidad es observada en toda la ciudad, incluyendo a Jameson (que disfruta del castigo).
Jameson discute con su padre sobre las acciones de Superior Spider-Man. Más tarde, Jameson recluta a Spider-Man Superior para ayudar a supervisar la ejecución de Alistair Smythe. Jameson llega a la Balsa para una inspección final antes de la ejecución de Smythe, donde ha dicho que todos los internos de la Balsa serán transferidos una vez que Jameson lo apague, destacando la enfermería donde se atiende a Boomerang, Buitre y Escorpión. Jameson, junto a Superior Spider-Man, su asistente Glory Grant y la reportera de Bugle, Norah Jones, observan el procedimiento de la ejecución de Smythe, mientras él dice ser una «mejor persona».
Jameson reflexiona sobre el momento en que Smythe mató a su esposa Marla justo enfrente de él y proclama tristemente que no cumplirá la promesa de cumplir su último deseo hasta que Smythe muera, jurando que no abandonará la isla. Después de la fuga de Smythe, Jameson, Glory Grant, Norah Winters y los civiles restantes están rodeados por Spider-Bots de Superior Spider-Man y luego Otto les informa (en un holgorama pregrabado) que ha tomado medidas para contrarrestar cualquier intento de escape para que sus Spider-Bots los salvaguarden en un campo de fuerza mientras llegan los refuerzos, pero Jonah se niega a pararse dentro del campo de fuerza, dispuesto a ir y ayudar a Superior Spider-Man contra Smythe. Cuando Smythe tiene la ventaja sobre Superior Spider-Man, Jameson se hace pasar por un guardia de prisión para dispararle a Smythe. Superior Spider-Man acusa a Jameson de abandonar el campo de fuerza, pero Jameson se enfrenta a Superior Spider-Man para decirle que lo trajo para asegurarse de que Smythe sea ejecutado por cualquier medio necesario, lo que implica que ha dado permiso a Superior Spider-Man para matar directamente él. Superior Spider-Man acepta y le dice a Jameson que regrese al campo de fuerza con los demás. Smythe envía a Escorpión para apuntar a Jameson. Jameson es atacado por Escorpión quien estaba más que dispuesto a matarlo solo para ser detenido por el Lagarto. Una vez a bordo del bote de rescate, Jameson se prepara para una conferencia de prensa, pensando que será feliz una vez que La Balsa sea destruida. Superior Spider-Man lo separa y le dice que debería darle la Balsa para su nueva base de operaciones. Jameson se niega a ser chantajeado por Superior Spider-Man con una grabación de su reunión en la Balsa, donde Jameson concede permiso a Superior Spider-Man para matar a Smythe. Temiendo las repercusiones (y en el proceso reavivando su odio hacia Superior Spider-Man), Jameson acepta y hace el anuncio en su conferencia de prensa donde da públicamente a Superior Spider-Man, la Balsa como su nuevo cuartel general de superhéroes que Superior Spider-Man rebautiza como «Spider-Island II».
Durante los ataques Duende Bajo Tierra del Rey Duende, el alcalde Jameson revela los Asesinos Duendes (que Mary Jane cree que podrían ser antiguos Spider-Slayers) que planea usar para combatir la amenaza Duende. Jameson ordena enviar a uno de los Asesinos Duendes al lugar del robo y luego ir a perseguir a Spider-Man Superior. Sus Spider-Slayers se enfrentan a Spider-Man Superior como Spider Slayers con la cara de Jameson proyectada en la placa frontal. Jameson responde que ha terminado chantajeado por él y no le importa si Jameson pierde todo, siempre y cuando finalmente pueda derrotar a Superior Spider-Man, pero sus Spider-Slayers son reactivados por el Duende Verde y suena la voz que declara que tiene tomó el control de los Spider-Slayers mientras el Duende Verde comenta que Norman Osborn ahora dirige esta ciudad. En el Ayuntamiento de la ciudad de Nueva York, Jameson está bajo fuego pesado por el hecho de que sus cazadoras de arañas se han vuelto contra la gente. Él trata de culpar a Alchemax, pero sus acusaciones son rápidamente reprendidas por Liz Allan quien aparece a través de un enlace de video que declara que Alchemax está cortando todos los lazos con Jameson. Jameson muestra su frustración por su caída personal después del fracaso de los Spider-Slayers, pero Tiberius Stone usa esto como una oportunidad para venderlos como armas a otras naciones. A continuación, Spider-Man recupera su cuerpo. Octavius sacrifica su propia mente para devolver a Peter y reconoce que Peter Parker es el verdadero Spider-Man y que el plan del Duende Verde está frustrado. Spider-Man visita la oficina de Jameson para enfrentarse a él después de lo que sucedió y le devuelve el Spider-Bot que el Doctor Octopus usó para registrar su material de chantaje. Jameson responde que no lo aceptará ya que no creería lo que diga Spider-Man, considerándolo ahora como un «monstruo» que no acepta las consecuencias de sus acciones y en cambio pisa a los demás. Spider-Man responde que no esperará que él crea esto, pero dice que no debe temerle, y que no debe culparse por todo lo que Duende Verde causó, sino quedarse y luchar. Una vez que Spider-Man se va, Jameson revela que ya había renunciado a su puesto como alcalde de la ciudad de Nueva York y se va de la oficina, prometiendo que de ahora en adelante se rehúsa.

### Una nueva dirección
Durante la historia del Pecado Original, el ojo del asesinado Uatu el Vigilante, reveló que J. Jonah Jameson había despedido a un exempleado de Daily Bugle por ver un artículo vergonzoso que escribió en el que elogió a Spider-Man en sus primeros días como luchador. Jameson más tarde estableció el Canal de Datos. Mientras Silk lucha contra Electro y Spider-Man con la Gata Negra, Jameson permanece en el canal forzando al camarógrafo a filmar la acción. La Gata Negra se desvió de uno de los rayos de Electro golpeando a Spider-Man, derribándolo en el proceso. Gata Negra intenta desenmascarar a Spider-Man mientras Jameson (que escucha la verdad sobre Doctor Octopus) apunta la cámara. Sin embargo, el ángulo de Jameson impide que cualquiera vea la cara de Spider-Man el tiempo suficiente para que Silk derribe a Gata Negra y Spider-Man para que se vuelva a poner la máscara. Más tarde lo verían hacerse cargo de las operaciones del Canal de hechos, actuando como si fuera el jefe de la empresa y se interesara en Seda.
Después de la derrota de Regent y la exposición de Betty Brant, Jameson se jacta de Glory Grant de que sus días en el Daily Bugle eran cuando había pasado el verdadero periodismo. Jameson y Peter Parker más tarde se enteraron de que su padre, Jay, separado de la familia, tosió sangre y colapsó.
Mientras visitaba a su padre en una habitación privada en el Hospital Mount Sinai al comienzo de la historia de Dead No More: The Clone Conspiracy, Jameson acusa a Peter de que sus viajes por el mundo podrían haberlo hecho contraer algún tipo de enfermedad. Jay calma a su hijo. Jameson recibió la visita del doctor de New U Technologies al ser llamado por el médico de su padre. Jameson sospecha que hay un «precio» por esto y se va. Más tarde, Jameson visita New U Technologies para hablar con el médico. Para dar prueba a Jameson de que su talento para usar el ADN de un sujeto para clonar partes de reemplazo funciona, Jameson se sorprende cuando el médico llama a una aparentemente revivida Marla Jameson. Con la salud de su padre empeorando, Peter tiene que soportar las preocupaciones de Jameson y May por su escepticismo extremo por utilizar New U, con su identidad secreta que le impide informarles de la verdadera razón por la que duda. Peter se mantiene firme en seguir el procedimiento convencional y Jay se ha puesto del lado de él. Los esfuerzos superheroicos de Peter le impiden acompañar a May y Jameson ya que la salud de Jay alcanza un estado crítico y se somete a una cirugía convencional. Para empeorar las cosas, esto no es suficiente y Jay fallece.
Se revela que la revivida Marla Jameson es un clon que el Chacal había reunido para cultivar clones con recuerdos falsos que abarcan todo el camino hasta su muerte. Más tarde, Jameson estaba contento con el clon de Marla y concedió con otro clon revivido de Mattie Franklin. Cuando Jameson quiere que uno de sus trabajadores investigue el escenario de New U en San Francisco, Cindy se ofrece como voluntaria para alejarse de la ciudad cuando Héctor Cervantez (que ahora se hace llamar a sí mismo Espectro) la acompaña. Jameson está entusiasmado con ella porque su familia está nuevamente unida y se va a cenar, pero Cindy descubrió algo sobre su comportamiento. Las sospechas de Cindy se confirman cuando encuentra a Jameson hablando con su esposa fallecida mientras Espectro encuentra una habitación con varios sujetos de prueba en cápsulas. Cindy es abordada en su departamento por Jameson. Cindy le da las investigaciones de Rafferty y Lola para expresar su escepticismo sobre las Nuevas Tecnologías U y Jameson la invita a unirse a él en un viaje rápido a las instalaciones. Él le dice a Cindy que él cree que están haciendo un buen trabajo y la presenta a Mattie y Marla.
Después de que J. Jonah Jameson es llevado a Haven con su esposa clon, le pidió al Chacal que reviviera a su padre. Jackal le dijo que subiera las escaleras para promocionar New U Technologies en la televisión. Cuando Jameson está a punto de enviar un mensaje de transmisión de las Nuevas Tecnologías U, Chacal reactivó la transmisión para decirle al mundo que todos morirán y renacerán como el Virus Carrión en todos los clones y hará que comiencen a descomponerse rápidamente. La transmisión de Jameson hace que el virus Carrión se propague por todo el mundo. Spider-Man y Anna Maria Marconi llegan para detener la transmisión cuando Mattie le revela a Jameson sus superpoderes. Después de que Spider-Man envía la Señal de Emergencia Webware, Jameson y Silk encuentran a Marla y Mattie reducidas a polvo. Después de que se frustró el virus Carrion, Jameson tiene el corazón roto cuando llegan Spider-Man y Anna. Jameson ruega a Spider-Man que no le diga a Peter que tenía razón sobre su sospecha hacia New U Technologies. Después, Jameson limpia su oficina después de que es despedido por el Canal de Datos.
Durante la historia del Imperio Secreto, J. Jonah Jameson estaba en Manhattan cuando el Barón Helmut Zemo usó el Darkhold para amplificar los poderes de Blackout para rodear la ciudad en Fuerza Oscura después de que Hydra tomara los Estados Unidos. Cuando Kraven el Cazador asaltó el Daily Bugle en busca de información sobre la identidad de Spider-Man, la hija de Phil Sheldon, Jennie, corrió para advertir a Jameson que podría estar en peligro. Cuando Jameson fue atacado por Kraven el Cazador, Jennie Sheldon disparó una llamarada de señal en el cielo lo suficiente como para atraer la atención de Spider-Woman que derrotó a Kraven el Cazador.
Tras una tensa confrontación con Spider-Man provocada por una rama deshonesta de S.H.I.E.L.D., Spider-Man acordó una entrevista exclusiva con Jameson que culminó con el rastreo revelador de su identidad secreta, lo que llevó a Jameson a hacer un mayor apoyo al héroe en el futuro.
Jameson es secuestrado más tarde por Norman Osborn para descubrir quién es Spider-Man. Osborn toma un breve intervalo de la tortura para matar a Phil Urich mientras el autoproclamado Rey Duende intentaba atacar uno de sus viejos almacenes. Después de que Osborn se vestía como el Duende Verde, Jameson le informó al villano que no podía detener a Spider-Man desde la muerte de Gwen Stacy. Esas palabras hicieron que Norman recordara que Spider-Man es Peter Parker, rompiendo el bloqueo mental en la identidad de Spider-Man. Esto dejó a Jameson devastado por lo que hizo. Jameson y Superior Octopus más tarde ayudan a defender a la tía May del Duende Rojo. Cuando Spider-Man retira el simbionte Carnage del Duende Verde, Spider-Man persuade a Jameson de que no le dispare.

## Miembros de la familia
Estos son los familiares conocidos de J. Jonah Jameson:
- David Burnoll - El padrastro de J. Jonah Jameson.[74] Más tarde reveló que también era su tío paterno.
- J. Jonah Jameson, Sr. - El padre separado de J. Jonah Jameson. Luego se casa con la tía May.[75] En la historia de The Clone Conspiracy, Jay murió más tarde en el hospital.[61]
- Joan Jameson - La primera esposa de J. Jonah Jameson.[76] Fue asesinada por un atracador enmascarado. Esto dio lugar a los problemas de enojo de Jameson, así como su odio por personas enmascaradas como Spider-Man.
- John Jameson - El hijo de J. Jonah Jameson que trabaja como astronauta.[77]
- Marla Madison - La segunda esposa de J. Jonah Jameson. Más tarde fue asesinada por Alistair Smythe.[78]
- Peter Parker - primo de J. Jonah Jameson.
- May Parker - madrastra de J. Jonah Jameson.

## Otras versiones

### 1602
En 1602: New World, la secuela de Marvel 1602, Jameson es un colono irlandés y amigo de Ananias Dare. Él imprime el periódico de la colonia Roanoke, The Daily Trumpet, con la asistencia de Peter Parquagh, a quien ordena aprender más sobre la misteriosa «araña», creyendo que es una amenaza para la colonia.

### Tierra X
En la realidad alternativa de la Tierra X, todos en la Tierra se han visto afectados por las Nieblas de Terrigen, otorgando a todos los superpoderes. Jameson se convierte en un burro humanoide (un cuerpo humano con una cabeza equina). También se revela que después de publicar información exponiendo a Peter Parker como Spider-Man, su reputación se arruinó, ya que nadie confiaba en un hombre que había pasado años pagando al mismo héroe al que llamó una amenaza, y el Daily Bugle se ha declarado en quiebra. Ha capturado a Jack Russell (Hombre Lobo) en las antiguas oficinas de Bugle y le trae comida, presumiblemente confundiendo a Russell con su hijo John, el hombre lobo.

### GI Joe
En el universo original de Marvel de GI Joe, Jameson es visto molestando a un vendedor de noticias por la aparente falta de papeles de Daily Bugle.

### House of M
En la realidad de House of M creada por la enloquecida Bruja Escarlata y en la que los mutantes dominan a los humanos de referencia, Jameson es el maltratado publicista de Peter Parker, aquí una celebridad sin identidad secreta. Despreciando a Peter y solo manteniendo su trabajo para el pago, Jameson tiene la oportunidad de arruinar por completo a su jefe cuando el Duende Verde le da el viejo diario de Peter. Al enterarse de que Peter es un alterado en lugar de un mutante, Jameson lo revela a la población del mundo, que llega a odiar a Peter por haber fingido ser un mutante. Se queda afligido y lleno de culpa cuando Spider-Man parece haberse suicidado.

### MC2
En la continuidad de MC2, un futuro alternativo de la corriente principal del Universo Marvel, Jonah sigue siendo el editor del Daily Bugle. Su esposa, Marla todavía está viva. Él contrata a May Parker, la hija de Peter, como fotógrafo. Irónicamente, él es un gran apoyo para Spider-Girl, en contraste con su postura sobre su padre (en la continuidad de MC2, la identidad de Spider-Man nunca se hizo pública). También apoyó «Project Human Fly», otro intento de crear un superhéroe, esta vez en respuesta a la muerte de Joseph «Robbie» Robertson a manos del Doctor Octopus.. Cuando «Buzz» Bannon, el objetivo del proyecto Human Fly, es asesinado y el traje robado, inmediatamente condena The Buzz, la identidad asumida por la persona que robó el traje. Sin embargo, no sabe que su propio nieto, Jack «JJ» Jameson y The Buzz son una y la misma persona.

### Marvel Zombies
En el universo alternativo de Marvel Zombies, Jameson es devorado por el zombi Spider-Man en su propia oficina, cuando Zombi Spider-Man se enfrenta a él. En Marvel Zombies, prueba que tenía razón sobre que Spider-Man era una amenaza. Esto ocurre justo después de que Spider-Man comenta que «iba a disfrutar de esta parte».

### Spider-Gwen
En Tierra-65, J. Jonah Jameson es el alcalde de la ciudad de Nueva York. Él sostuvo una conferencia de prensa contra Spider-Woman después de que supuestamente mató a Peter Parker.

### Marvel 2099
En Marvel 2099, en una realidad alternativa sin nombre, un J Jonah Jameson añejado aparentemente estaba vivo en el año 2099, donde era el nuevo CEO de Alchemax. Él es responsable de la aprobación de la Ley Antiterrorista que exige el arresto forzoso y la destitución de todas las superpotencias no conformes. Finalmente, se revela que él es un Skrull operante que cambia de forma y que recibió un gran lavado de cerebro para creer que era Jameson.

## Comparaciones
La contraparte de J. Jonah Jameson en la editorial DC Comics es el redactor jefe del Daily Planet, Perry White, jefe de Clark Kent (Supermán).

## En otros medios

### Televisión
- J. Jonah Jameson apareció por primera vez en TV en la serie Spider-Man (de 1967). Es un egoísta, codicioso y cobarde bribón que automáticamente acusa a Spider-Man de cualquier crimen, incluso cuando la evidencia claramente lo contradice. Se implica que tiene alguna habilidad psíquica en un episodio en el que el Duende Verde trata de usarlo como medio para una invocación demoníaca. Está constantemente en contra de Spider-Man, por ejemplo en el episodio «Farewell Performance», donde quiere que se destruya un antiguo Teatro Castillo, pero cuando Spider-Man afirma que está de acuerdo con los edificios antiguos que están siendo derribados, Jameson dice que el Daily Bugle ahora tratar de preservar los edificios antiguos, que es lo que quería Spider-Man. Sin embargo el ejemplo más claro sobre su odio hacia Spider-Man es en el episodio de dos partes "The Menace of mysterio" donde estuvo apoyando a mysterio como el nuevo héroe de la ciudad (sin tener idea de que Mysterio inculpo a Spider-Man del Crimer), Jameson estaba cruelmente feliz de que Mysterio acabara con Spider-Man, que decidió pagarle a Mysterio si trajera su cuerpo, sin embargo su alegría se convierte en desilucion cuando se entera de que Mysterio era un fraude y Spider-Man era inocente, Spider-Man entra en su oficina y le pide una nota de disculpa escrita, jameson se niega, y Spider-Man lo encierra en una red de teleraña como satisfacción. Él hace un rasgo para la magia en su papel cuando se le envía boletos gratis de Blackwell the Magician, mostrando su mezquindad. En el episodio «Sting of the Scorpion», se da cuenta de que salvó a los empleados, a pesar de encorvarse la mayor parte del tiempo. En el episodio de la segunda temporada «King Pinned» (que siguió al episodio «El Origen del Hombre Araña»), la actitud de Jameson hacia el Hombre Araña se calienta un poco hasta ayudar a Spider-Man a derrotar a Kingpin ya exponer una droga Durante su primera reunión. No abiertamente hostil, Jameson parece estar más sorprendido de que el Hombre Araña realmente existe. Más temprano en el episodio, Jameson le da a Peter un trabajo en el Bugle cuando recuerda que Peter es el sobrino del difunto tío Ben. En la tercera temporada, vuelve a culpar a Spider-Man por crímenes.
- Aparece también en la serie Spider-Man (de «imagen real»), de 1977, encarnado por Robert F. Simon (exceptuando el capítulo piloto, donde lo interpretó David White). En ambas encarnaciones, la personalidad abrasiva y flamboyante de J. Jonah Jameson fue atenuada y el personaje fue retratado como una figura más avuncular.
- Aparece también en El Hombre Araña y sus sorprendentes amigos (1981-1983), en episodios, «El Origen de Iceman», «Spider-Man: Unmasked» y «El origen de los Spider-Friends».
- Aparece en la serie de Spider-Man, la Serie Animada (1994). En esta serie, la aversión del personaje de Spider-Man se basa menos en sus poderes y acciones y más en su ocultación de su identidad detrás de una máscara como su esposa fue asesinada por un pistolero enmascarado en esta continuidad. La serie también retrata su integridad como periodista, negándose a ocultar la verdad incluso cuando es en su mejor interés y retrata su lealtad a los que trabajan para él. Ejemplos del anterior incluyen disparar Eddie Brock, cuando John Jameson confirma la versión de Spider-Man de la que robó un mineral que John y un compañero astronauta han traído de un asteroide y la publicación de un artículo sobre las armas químicas sean desarrollados por Oscorp a pesar de ser uno de sus accionistas y miembros del consejo. En esta serie, en secreto contrató al abogado Matt Murdock cuando Peter Parker fue enmarcado por Richard Fisk y descubrió personalmente la evidencia que exoneraba a Robbie cuando fue enmarcado por Lápida. La marca registrada del personaje no está incluida en la serie de televisión más reciente de la serie. En «Farewell Spider-Man», el J. Jonah Jameson de la alta tecnología de la realidad de Spider-Man no lo odia y es representado como el padrino de Peter Parker.
- Apareció en solamente en el episodio 1 de la serie animada Spider-Man Unlimited (1999-2001).
- También apareció en algunos episodios de The Spectacular Spider-Man (2008-2009). Esta versión lleva un remiendo de alma junto con su bigote de marca (que en conjunto forman un signo de exclamación) y muestra un nivel de hiperactividad no visto en ninguna de sus encarnaciones anteriores, así como una obsesión por el tiempo, la puntualidad y los plazos similares a la película de JK Simmons es un retrato popular del personaje. Aparte de eso, conserva su aversión a Spider-Man de los cómics, y se deleita en cualquier cosa que pueda desacreditarlo o difamarlo y describe a Spider-Man como una amenaza y un vigilante. También conserva gran parte de su actitud cínica, avuncular y de manera brusca con su personal y comparte una semejanza con su homólogo de los cómics de la corriente principal de los cómics de los años 70. Él también tiende a ser bullicioso y difícil de llevarse bien, aunque su secretaria Betty Brant parece impertérrito por su bloviating. Aunque él considera a Spider-Man una amenaza (si por lo menos un foto-digno), él parece ser aficionado de Peter Parker mientras que él sugiere el jugo del tomate al muchacho para matar el hedor de la basura en él después de una sesión fotográfica en un junkyard y lo protege de Rhino cubriéndolo valientemente mientras él puede escapar. Cuando se entera de que tía May tuvo un ataque al corazón durante el ataque de los Seis Siniestros a Broadway, dice que le dirá a Peter las noticias. También culpa a Spider-Man por la repentina profusión de psicópatas disfrazados como Doctor Octopus, Green Goblin y Rhino en la ciudad de Nueva York (aunque esta suposición es realmente correcta en el episodio «The Invisible Hand» cuando Lápida revela que al menos algunos de los Super-villanos fueron creados específicamente para ocupar a Spider-Man de modo que los criminales más comunes puedan continuar sus actividades sin obstáculos). En un momento, él llama para el título del «hombre araña: ¿Amenaza o amenaza?». En la segunda temporada, su odio a Spider-Man empeora. Después de su hijo John se ve afectada por las esporas que un aventón en el simbionte haciéndole crecer y tener una gran resistencia y saltando los límites altos, John convence a su hijo a ser un superhéroe y tomar Spider-Man abajo. Las esporas entonces toman la mente de Juan haciéndolo violento y agresivo. Después de Spider-Man se deshace de las esporas con electricidad, Jonah luego testigos de su hijo anhelando los poderes de esporas y culpa a Spider-Man por destruir a su hijo. Cuando Venom (Eddie Brock) revela la identidad de Parker a Spider-Man, Jonah apenas lo cree, aunque todavía quiere asegurarse. En el Día de San Valentín, su esposa Joan Jameson lo hace ir a una ópera a pesar de que no quiere. Después de hacer una excusa a su esposa para salir del escenario, es testigo de la batalla de los señores del crimen Lápida, el doctor Octopus y Silvermane justo como Jameson irónicamente hizo una excusa para salir de la ópera. Después de que Spider-Man los detiene y revela a Lápida como el Big Man, Jameson acusa a Spider-Man de asaltar a un ciudadano sobresaliente, pero Frederick Foswell lo descarta al susurrar en su oído. Jameson responde airadamente diciendo «No importa». Después de que Norman Osborn evalúe la seguridad de la bóveda poniendo a Spider-Man allí, Jameson se regodea al respecto. Después de que Spider-Man se las arregla para escapar de la bóveda, Jameson afirma que Spider-Man y todos los villanos están trabajando juntos para que puedan aumentar su presión arterial.
- Aparece también en la serie Los Vengadores: Los héroes Más Poderosos del Planeta (2012) de la segunda temporada, solo en el episodio 13, «La Llegada de la Araña». Cuando Tony Stark visita a Jameson tratando de decirle que el Capitán América que apareció en la televisión era un Skrull disfrazado. Dejó claro que varias personas de alto nivel le han dicho esto incluyendo al Presidente, pero él «todavía» no los cree y ha estado llamando a Capitán América como un traidor. Durante la conversación, Stark señala que Jameson ha estado haciendo campaña contra Spider-Man similar a lo que ahora hace al Capitán América durante años. Jameson sugiere a Tony que debe llevar a Betty Brant y Peter Parker para obtener la prueba de la inocencia de Capitán América. Jameson más tarde tiene el Daily Bugle imprimir una historia sobre el Capitán América salva a la gente de Spider-Man y la Sociedad de la Serpiente que conducen a Spider-Man para ir «a cerrar su boca con telaraña».
- Aparece en la nueva serie Ultimate Spider-Man (2012-2017), con la voz de JK Simmons. Al igual que su contraparte Ultimate, se deshace y desconfía de los vigilantes enmascarados mucho al desánimo de Spider-Man. Él dirige la red de noticias de Daily Bugle Communications:
  - En la primera temporada, en sus dos primeras apariciones «Un Gran Poder» y «Una Gran Responsabilidad», declaró que habrá una orden de arresto de Spider-Man. Él es visto al final de «Una Gran Responsabilidad» reportando la batalla que Spider-Man, Power Man, White Tiger, Puño de Hierro y Nova derrotan a los Cuatro Terribles. En el episodio «La Exclusiva», Mary Jane Watson sigue a Spider-Man para una entrevista exclusiva con el fin de vender las imágenes de un concurso celebrado por el Daily Bugle. Aunque Mary Jane no ganó el concurso después de la pelea de Hulk con Zzzax, Jameson le envía a Mary Jane una nueva cámara. En el episodio «Abajo el Escarabajo», Jameson es apuntado por el Escarabajo para que comience a hacer una campaña para exponerlo a que Spider-Man y su equipo entran al Daily Bugle para detener los intentos de asesinato de Escarabajo. Después de que Escarabajo es derrotado por el equipo de Spider-Man y se entera de Jameson no está en su oficina, pero en las representaciones de monitor, Mary Jane desenchufa el monitor después de que ella viene para las entrevistas. En el episodio «Daños», Jameson envía a una de sus personas a grabar el equipo de Spider-Man ayudando a Control de Daños a limpiar el área que fue destrozada en la lucha contra la Brigada de Demolición que se transmite. Después de que el equipo de Spider-Man, el CEO de Control de Daños y Mac Porter, derrotaran a la Brigada de Demolición que también fue grabado, Jameson aparece en el monitor de televisión cercano declaró que la victoria de Spider-Man sobre la Brigada de Demolición todavía no prueba nada.
  - En la segunda temporada, episodio «¡Hombraraña!», Jameson pone una recompensa de $ 10.000.000.000 en la aprehensión y desenmascaramiento de Spider-Man. Cerca del final del episodio, Jameson retira la recompensa de Spider-Man alegando que las calificaciones de su emisión bajando «no tenía nada que ver con Spider-Man al estar en Boston, porque sólo Manhattan puede tolerar a Spider-Man». En el episodio «El Hombre-Lobo», Jameson invita al director de S.H.I.E.L.D., Nick Fury a arreglar un equipo de rescate para buscar a su hijo, John Jameson. Después de que John fue rescatado, Jameson mencionó en su transmisión que culpa a Spider-Man por la transformación Hombre Lobo de su hijo. Cuando Jameson le pregunta a Nick Fury qué va a hacer al respecto, Fury declara a Jameson que su hijo fue rescatado por Spider-Man. Antes de terminar su transmisión con Jameson, Nick Fury le dice que «ponga esa información en su bigote y lo mastique». En el episodio «El Regreso del Hombre de Arena», Jameson informa sobre Spider-Man trabajando con el Hombre de Arena donde Jameson hace algunos comentarios negativos sobre el Hombre de Arena causando que vaya en un alboroto.
  - En la tercera temporada, episodio, «El Agente Venom», Jameson comenta sobre las opiniones de la gente sobre Spider-Man cambiando después de que él había trabajado con los Vengadores. En el episodio «El Univers-Araña, Parte 1», la versión 2099 de Jameson hace su transmisión a través de un holograma donde informa sobre Spider-Man 2099. La versión de la realidad cambiada de género de J. Jonah Jameson es una señora mayor llamada J. Joanna Jameson que informa sobre Spider-Girl. En el episodio, «El Univers-Araña, Parte 2», la versión Noir de J. Jonah Jameson se muestra como una imagen con su voz que se escucha en sus emisiones de radio. En la realidad de Spider-Ham, J. Jonah Jackal aparece donde su discurso sobre Spider-Ham que hizo que abandonara temporalmente el negocio de los superhéroes. En el episodio, «El Univers-Araña, Parte 3», una versión de la realidad medieval de J. Jonah Jameson es un pregonero de la ciudad (a la que se hace referencia en el subtitulado y créditos como «J. Jonas James'Son») que rentea sobre Spyder Knight, mientras diciéndole a la gente que pague al Alquimista por protección. La última versión de Marvel de J. Jonah Jameson se ve donde todavía piensa que Spider-Man es una amenaza con el Spider-Man actual siendo Miles Morales. En «Pesadilla en las Fiestas», Jameson hace una crítica mala de Spider-Man de causar estragos por Navidad, ante la pelea contra Shocker.
  - En la cuarta temporada, episodio, «Fuerzas de la Naturaleza», cuando se ve de cameo en la tele de la bóveda de Hydro-Man. En «La Saga Simbionte, Pt. 2», se ve en la pantalla siendo dominado por Carnage junto a todo Manhattan.
- También aparece en la serie nueva de Los Vengadores Unidos (2013) nuevamente con la voz de JK Simmons. En la primera temporada, episodio «El Protocolo de los Vengadores, Parte 2», informa sobre la pelea de los Vengadores entre sí en los terrenos de la Mansión cuando fueron tomados por microbots de M.O.D.O.K. En el episodio «Hyperion», Jameson informa sobre Hiperión de sus actividades heroicas. Cuando Hyperion comienza a pelear contra los Vengadores, Jameson informa sobre esta acción declarando que Hyperion tenía el mensaje correcto, pero que es el mensajero equivocado. Después de que los Vengadores derrotaron a Hyperion, Jameson declaró más tarde que Hyperion no era un superhéroe.
- También aparece en la serie nueva de Hulk y los agentes de S.M.A.S.H. (2013-2015) nuevamente con la voz de JK Simmons:
  - En la primera temporada, episodio «Portal hacia la Destrucción, Pt. 1» cuando Rick Jones habla de las conversaciones de Jameson sobre Hulk, Rick trata de doblar su voz para que Jameson pueda decir cosas buenas sobre Hulk. En el episodio «El Coleccionista», Jameson compara a Spider-Man y Hulk como amenazas hasta que Hulk rompe la televisión durante el juego de póquer de los Agents of S.M.A.S.H. con Thing. En el episodio «Cuestiones de Ego», Jameson informa sobre el enfoque de Ego el Planeta Viviente y que S.H.I.E.L.D. dice que no hay nada de qué preocuparse. Jameson informa entonces que el fin está cerca mientras que Ego continúa acercándose a la Tierra. Después de que Ego el Planeta Viviente fue repelido, Jameson declara que 'El complot de Spider-Man' fue detenido. En el episodio, «Monstruos Nunca Más», Jameson informa sobre los Agentes de S.M.A.S.H. ayudando a Los 4 Fantásticos a detener a los Tribbitites de invadir la Tierra. Cuando los agentes de C.R.A.S.H. atacan Vista Verde usando cinturones de cautela de adamantium en un complot para desacreditar a los Agentes de S.M.A.S.H., Jameson retira sus elogios sobre ellos mientras menciona cómo están «atacando» a Vista Verde.
  - En la segunda temporada, episodio «El Miedo hecho Realidad», Jameson informa sobre la desaparición de los Agentes de S.M.A.S.H. Cuando comentó sobre dónde están, Jameson dice: «¿A quién le importa?» En el episodio «Araña, agrandé al Dinosaurio», Jameson informa que Spider-Man y los agentes de S.M.A.S.H. han desatado al Dinosaurio Diablo en Manhattan. En los episodios de «Un Futuro Aplastante» presentaron versiones alternativas de la línea de tiempo de J. Jonah Jameson. En el episodio «Un Futuro Aplastante, Parte 1: La Era de los Dinosaurios», la línea de tiempo dominada por los dinosaurios presentó una versión de dinosaurio de Jameson llamado J. Jonah Jamesosaurus que informó sobre las actividades de Spider-Raptor. En el episodio «Un Futuro Aplastante, Parte 3: Drácula», la línea de tiempo del Vampiro-dominado presentó a un vampiro Jameson que informa a todos los seres humanos para permitir que se conviertan en vampiros. En el episodio, «Un Futuro Aplastante, Parte 4: Los Años de HYDRA», la línea de tiempo de Hydra presentó una versión de Jameson que reporta un mensaje al Líder (quién es el líder de HYDRA).
- J. Jonah Jameson aparece en la segunda temporada de Spider-Man con la voz de Bob Joles. Aparece por primera vez en «How I Thwipped My Summer Vacation», donde se enfada con Eddie Brock por no proporcionar las imágenes de buena calidad de Spider-Man. Gracias a Randy llamando un favor de su padre, Peter Parker solicita un trabajo en el Daily Bugle. En el episodio «Take Two», Peter le da a Jameson las imágenes de Spider-Man peleando contra Grupo Salvaje, para gran enojo de Eddie Brock. Jameson está satisfecho con el metraje y Betty Brant le dio un cheque a Peter. Más tarde, Peter ve imágenes de Spider-Man con Jameson criticando a Spider-Man. En el episodio «Venom Returns», Jameson se encuentra entre las personas secuestradas por Venom e incluso despidió a Eddie cuando se desenmascaró a sí mismo como Venom. Durante este tiempo, consideró la versión de Spider-Man de Miles Morales como una amenaza de tercera categoría. Cuando Spider-Man pelea con Venom en Horizon High, es desenmascarado frente a un Jameson aún atrapado mientras Miles aparece posando como Spider-Man. Después de que el arma sónica coloca al simbionte Venom y a Eddie en coma, Peter le dijo a Jameson que había sido contratado por Spider-Man para proporcionarle una diversión a Venom. Jameson despide a Peter por trabajar para Spider-Man en su plan y pone en peligro la inocencia mientras Jameson se desmaya para desesperarse.

### Cine

#### Película abandonada de James Cameron
En el guion de James Cameron abortado; Jameson es un ejecutivo de televisión en lugar de editor en jefe del Daily Bugle.

#### Películas de Raimi
- En las películas de Spider-Man dirigidas por Sam Raimi, J. Jonah Jameson es interpretado por J. K. Simmons, y sirve como una fuente principal de alivio cómico. Representado como un hombre fanfarrón, bombástico, obsesivo e hiperactivo, la versión cinematográfica de Jameson conserva su aversión por Spider-Man, y se deleita en todo lo que pueda desacreditarlo o difamarlo.
  - En la primera película Spider-Man, Jameson lo describe como una amenaza y un vigilante, y señala: «¿Entonces por qué usa una máscara? ¿Eh? ¿Qué tiene que esconder?» De hecho, la única razón por la que desarrolla un interés en publicación de noticias sobre el héroe se debe a que vende periódicos, y al oír que nadie ha sido capaz de obtener una imagen clara de él, él declara: « él no quiere ser famoso? Entonces lo haré famoso! »También conserva gran parte de su actitud cínica, avuncular y brusca con su personal, aunque protege voluntariamente a Peter Parker cuando el Duende Verde exige conocer la identidad del fotógrafo de Spider-Man. Cuando Peter lo acusa de difamar a Spider-Man, Jameson dice: «¡Me molesta eso! Calumniar es hablado. En letra impresa, es difamación. »Tiene el dudoso honor de proporcionar los apodos para los villanos centrales en las dos primeras películas: el Duende Verde y el Doctor Octopus, y quiere que su equipo marque el nombre de inmediato. En cada película su oficina se reorganiza y se reubica; La primera película ofrece una razón explícita para esto, ya que en esa película es parcialmente destruida por el Duende Verde.
  - En Spider-Man 2, a lo largo de la película, se demuestra que Jameson sabe que Spider-Man es un héroe, pero es demasiado orgulloso para admitirlo. Incluso llega a admitirlo cuando el crimen y el peligro se disparan y la prometida de su hijo, Mary Jane Watson, es secuestrada después de que Spider-Man desaparece temporalmente; fiel a su forma, se recupera casi de inmediato y se enfurece con el generador de telarañas una vez más cuando Spiderman le quita su traje del Bugle para enfrentarse al Doctor Octopus. El corte extendido de la película Spider-Man 2.1 contiene una breve escena en la que Jameson se pone el traje de Spider-Man y retoza en su escritorio, mientras que Robbie Robertson, Betty Brant y Hoffman observan en una mezcla de sorpresa y confusión. La Sra. Jameson está viva y bien en las películas, siendo mencionada en la primera y tercera películas y vista en la segunda. En la boda de su hijo, John Jameson y Mary Jane Watson, una vez que queda claro que la novia había dejado al novio en el altar, lo primero que hace Jameson es decirle a su esposa que llame al servicio de banquetes de bodas y «dígale que no abra el caviar »después de haber perdido evidentemente un argumento anterior en el que no deseaba comprar caviar en absoluto.
  - En Spider-Man 3, Jameson establece a Eddie Brock y Peter Parker como rivales para obtener un trabajo de personal, y les ordena obtener fotos poco halagadoras de Spider-Man. Se ha demostrado que supuestamente padece muchas afecciones médicas, y la Srta. Brant (a quien la esposa de Jameson informó) le advierte siempre que está demasiado tenso o cuando necesita tomar sus pastillas. Específicamente, se revela que tiene presión arterial alta, y la señorita Brant siempre debe recordarle que cuide su temperamento. Más tarde, Jameson le otorga a Brock el trabajo gracias a que logró obtener una de Spider-Man robando un banco, pero después, gracias a Peter, se entera de que la fotografía era una falsificación hecha por Brock, totalmente enojado Jameson despide a Brock y lo hecha de su edificio. a pesar de su aversión al héroe, la foto falsa de Brock destruyó la reputación de su periódico, que no ha impreso una retractación en 20 años. Está sorprendido por la nueva actitud segura y agresiva de Parker, provocada por el traje negro, especialmente cuando los encuentra a él y a la señorita Brant coqueteando en su escritorio, exclamando «Señorita Brant, esa no es la posición para la que te contraté». En la batalla culminante entre Spider-Man, New Goblin, Hombre de Arena y Venom, Jameson, incapaz de localizar a Parker, negocia con una niña pequeña en la multitud para obtener su cámara para disparar la batalla él mismo. Ella se niega a vender por menos de cien dólares. Después de que el tacaño Jameson paga a regañadientes, descubre que no hay película en la cámara, a lo que ella explica, «La película es extra», para su furia.

#### Películas de Webb
- Mientras que Jameson no tiene una presencia física en The Amazing Spider-Man 2, se establece que Peter Parker está trabajando para él al proporcionarle fotografías de Spider-Man, y que Jameson todavía lo está calumniando. En un momento, Peter le envía un correo electrónico a Jameson para pedirle que se lo tome con calma a Spider-Man, pero Jameson responde de inmediato con una negativa.

#### Película de Spider-Verse
- La versión de la serie de televisión de 1967 de J. Jonah Jameson aparece en Spider-Man: un nuevo universo, con la voz de Stan Lee. Aparece en una escena poscrédito en el momento en que Spider-Man 2099 visita a su contraparte de 1967.

#### Marvel Cinematic Universe
J. K. Simmons retoma su papel de Jameson en la película de Universo cinematográfico de Marvel (UCM) Spider-Man: lejos de casa (2019), por lo que Jameson se convierte en el primer personaje de Marvel interpretado por el mismo actor tanto en el UCM como en las películas fueras del UCM. Jameson aparece como el anfitrión de The Daily Bugle, re-imaginado como una «plataforma sensacionalista y derechista de video al estilo de InfoWars». En la escena mid-créditos de la película, transmite imágenes manipuladas que incriminan a Spider-Man por la muerte de Mysterio y revelan la identidad civil del lanzaredes como Peter Parker al tiempo que elogia a Mysterio como «el superhéroe más grande». Simmons repitió su papel como la versión UCM de Jameson en los créditos posteriores de la película de acción en vivo de Universo Spider-Man de Sony, Venom: Let There Be Carnage (2021) y volvió a interpretar el papel en la película de acción en vivo de UCM Spider-Man: No Way Home (2021), donde es el reportero ejecutivo calvo del sitio web de noticias sensacionalistas TheDailyBugle.net, con la intención de difamar de manera similar a Spider-Man después de que su personalidad civil fuera expuesta mediante el uso de imágenes manipuladas proporcionadas por un asociado del supervillano Mysterio. Finalmente, ella contrata a Betty Brant, una de las compañeras de clase de Parker de la Escuela de Ciencia y Tecnología de Midtown, como pasante no remunerada para ayudarlo en sus continuos esfuerzos por exponer al justiciero junto con Ned Leeds y MJ, quienes estuvieron involucrados. Más tarde, el es contactado por el propio Parker en un intento de atraer a varios villanos desplazados del multiverso a la Estatua de la Libertad para curarlos y devolverlos a sus respectivas realidades, antes de perder por completo la memoria de Parker junto con el resto del mundo como resultado de un hechizo mágico lanzado por el Doctor Strange.
Introducido en Far From Home, esta versión no está relacionada con la versión que Simmons interpretó por primera vez en la trilogía de Raimi. En cambio, este Jameson aparece como el anfitrión de TheDailyBugle.net, una «plataforma de video tipo InfoWars» sensacionalista. Si bien tiene el mismo color de cabello que la contraparte de sus películas de Raimi, Simmons no usa un tupé para emular el peinado de punta plana de Jameson; apareciendo calvo en su lugar para diferenciar sus diferentes representaciones. Además, Simmons anunció que se inscribió para interpretar a Jameson en más películas del MCU.

### Videojuegos
J. Jonah Jameson ha aparecido en muchos de los videojuegos de Spider-Man, generalmente como un personaje secundario:
- Aparece en el videojuego Spider-Man de 2000, con la voz de Dee Bradley Baker. Escorpión intenta matar a Jameson por su parte en crearlo. Spider-Man salva a Jameson y derrota a Escorpión en batalla. Más tarde, Jameson le dice a dos policías SWAT que derriben y maten a Spider-Man. Spider-Man se escapa saltando por la ventana.
- Aunque Jameson no aparece en Spider-Man 2: Enter Electro, el Daily Bugle continúa imprimiendo historias falsas sobre Spider-Man trabajando con los mismos villanos con los que está luchando para detenerse, probablemente por orden de Jameson. Cuando Spider-Man finalmente derrota a Electro, el Bugle acredita a Thor la victoria.
- J. Jonah Jameson aparece en la versión de Xbox del videojuego de 2002 Spider-Man, con la voz de Jay Gordon. Él le dice a Peter Parker que obtenga fotos en el zoológico de una araña en llamas, lo que resulta en un enfrentamiento con Kraven el Cazador.
- Jay Gordon repite su papel de J. Jonah Jameson en Spider-Man 2. Al principio apoya las afirmaciones de Quentin Beck de que Spider-Man es un fraude, pero acusa a los dos de ser cómplices cuando se revela que Beck es Mysterio.
- J. Jonah Jameson aparece en Spider-Man 3, con la voz de JK Simmons. Él es el jefe de Peter Parker, como en las películas y cómics, que le da varias misiones de fotografía para completar. Él es capturado por Luke Carlyle y arrojado de un helicóptero en el aire con un collar eléctrico encendido. Spider-Man atrapa a Jameson, y tiene que seguir el ritmo del helicóptero para evitar que Jameson sea electrocutado. Después de rescatar a Jameson y quitarse el collar, Jameson agradece de mala gana a Spider-Man por salvarle la vida, posiblemente la única vez en cualquier medio que lo haya hecho. Más tarde en el juego, Jameson contrata a Parker y Eddie Brock para tomar fotografías de Spider-Man en su nuevo traje negro, haciendo actividades delictivas.
- Mientras que el personaje nunca aparece en los juegos de Marvel: Ultimate Alliance, se lo menciona en Marvel: Ultimate Alliance en un disco de simulación VS donde los héroes pelean contra Escorpión y en Marvel: Ultimate Alliance 2 durante una conversación especial si el jugador elige el anti registro para Spider-Man, a lo que Maria Hill dice que «acaba de hacer que J. Jonah Jameson sea un hombre muy feliz».
- J. Jonah Jameson es mencionado o visto brevemente en la mayoría de los juegos de lucha Capcom 2-D con Spider-Man:
  - En Marvel Super Heroes, la pose de victoria de Spider-Man lo hace fotografiarse parado sobre su oponente caído y diciendo «One for JJ».
  - En Marvel Super Heroes vs. Street Fighter, aparece junto a Robbie Robertson si Spider-Man es uno de los luchadores en el escenario de la serie «Night-Cooking».
  - En Marvel vs. Capcom, la pose de victoria de Spider-Man lo hace posar para una foto con su compañero, diciendo «Sé que Jameson utilizará esta imagen para hacerme parecer un tipo malo». También hay varias citas ganadoras donde menciona «JJJ».
  - En Marvel vs. Capcom 3: Fate of Two Worlds, Spider-Man tiene una versión actualizada de la pose de victoria antes mencionada en la que dice «¡Por eso JJ me paga mucho dinero!» El Daily Bugle es un escenario jugable con Jameson que aparece en el fondo en un helicóptero donde grita a los luchadores, y también aparece en el final de Spider-Man en el mundo Arcade donde dice que Peter Spider-Man derrotó a Galactus un engaño y que en realidad estaba confabulado con él todo el tiempo.
  - En Marvel vs. Capcom: Infinite, Jameson aparece en el monitor en el fondo de la etapa New Metro City. Él aparece en un canal de noticias visto debate con el alcalde Mike Haggar.
- Durante la segunda vez en la ciudad en el juego de Sega The Amazing Spider-Man vs. The Kingpin, J. Jonah Jameson sigue al jugador que lo está hablando mal.
- J. Jonah Jameson aparece en la máquina de pinball Spider-Man de Stern Pinball. JK Simmons también grabó líneas adicionales de habla personalizada apropiadas para un juego de pinball, como «Bola extra», «Jackpot» y «Oye, niño, acabas de ganar un juego gratis».

- J. Jonah Jameson aparece en la versión para PlayStation 2 y PSP de Spider-Man: Web of Shadows, con la voz de Daran Norris. Ha sido capturado por Spencer Smythe y A.I.M. para que Spencer pueda clonarlo y usar ese clon para desacreditar a J. Jonah Jameson y Spider-Man.

- J. Jonah Jameson aparece en Spider-Man: Edge of Time, con la voz de Fred Tatasciore. En la escena de introducción, critica a Spider-Man en voz alta frente a Peter Parker, diciendo burlonamente que la gente pronto lanzaría un musical en su honor. Cuando Walker Sloan cambia la línea de tiempo para iniciar Alchemax en la década de 1970, Jameson se convierte en un presentador de noticias de televisión controvertido a altas horas de la noche.
- J. Jonah Jameson aparece en Lego Marvel Super Heroes, con la voz de John DiMaggio. The Daily Bugle se estrelló durante la lucha del Capitán América y el Señor Fantástico con el Doctor Octopus cuando J. Jonah Jameson intenta llamar a Peter Parker para que se dé cuenta de que Peter se convirtió en Spider-Man para ayudar a luchar contra Doc Ock. En una misión extra, J. Jonah Jameson está presente en el Daily Bugle en el momento en que Phil Coulsonestaba supervisando el servicio comunitario del Doctor Octopus de reparar las partes del Daily Bugle que se dañaron durante la pelea antes mencionada, ya que Jameson les dice qué hacer. También amenaza con bloquear a Doc Ock y exponer a Phil como agente de SHIELD si no limpian el desastre. Una vez completada la misión de bonificación, Deadpool narró que Jameson recompensó a Doc Ock y Phil con una suscripción al 50% (en realidad, el 4%) del Daily Bugle.
- J. Jonah Jameson aparece en el videojuego The Amazing Spider-Man 2, nuevamente presentado por Fred Tatasciore.
- J. Jonah Jameson aparece en Disney Infinity 2.0: Marvel Super Heroes, con la voz de Kyle Hebert.
- J. Jonah Jameson aparece en Spider-Man Unlimited, nuevamente sonado por Kyle Hebert. Él aparece como un personaje no jugable. Una versión mutada de Jameson de la historia de Spider-Island aparece como un personaje jugable.
- J. Jonah Jameson aparece en Marvel Heroes, interpretado nuevamente por Kyle Hebert.

### Mención honorable
- El personaje visual de J. Jonah Jameson inspiró al personaje animado Omni-Man de la serie Invencible, de hecho el actor de voz es el actor que interpreta a J. Jonah Jameson, J. K. Simmons.